# 大爪草
大爪草（学名：Spergula arvensis）是石竹科大爪草属的植物。分布于北非、印度、北温带以及中国大陆的贵州、黑龙江、云南等地，生长于海拔100米至200米的地区，一般生长在江边草地，目前尚未由人工引种栽培。